# Лебедев, Дмитрий Михайлович
Дмитрий Михайлович Лебедев (1892—1978) — советский физикогеограф и историк географии, доктор географических наук, автор цикла исследований по истории русских географических знаний.

## Биография
Родился в селе Сараи Сапожковского уезда Рязанской губернии.
В 1917 году получил высшее образование в области гуманитарных и естественных наук.
В 1917—1930 преподавал в Москве физическую, экономическую географию и страноведение.

В 1941 году защитил кандидатскую диссертацию по теме страноведения Западной Африки.
В 1944—1951 — заведующий кафедрой общей географии Высшей школы профдвижения ВЦСПС.
С 1952 — доктор географических наук.
С 1945 занимался историей географии в Институте географии Академии наук СССР. Написал обобщающие исследования по истории географических наук в России XV—XIX веков.

## Награды и премии
В 1961 присуждена Золотая медаль Географического общества СССР имени П. П. Семёнова-Тян-Шанского за совокупность работ по истории географических знаний.

## Основные труды
- Лебедев Д. М. География в России XVII века (допетровской эпохи): Очерки по истории географических знаний / Д. М. Лебедев; АН СССР, Ин-т географии. — М.; Л.: Изд-во Академии наук СССР, 1949. — 232 с.
- Лебедев Д. М. География в России петровского времени / Д. М. Лебедев; АН СССР, Ин-т географии. — М.; Л.: Изд-во Академии наук СССР, 1950. — 384 с.
- Лебедев Д. М. Плавание А. И. Чирикова на пакетботе «Св. Павел» к побережьям Америки: С приложением судового журнала 1741 г. / Сост. и предисл. Д. М. Лебедева; Автор раздела «Навигационный анализ плавания 1741 г.» с приложением словаря морских терминов, общей и частных карт плавания капитан 2-го ранга Г. К. Шумейко; АН СССР, Ин-т географии. — М.: Изд-во Академии наук СССР, 1951. — 432 с. — Предисловие Д. М. Лебедева
- Лебедев Д. М. Очерки по истории географии в России XV и XVI веков / Д. М. Лебедев; Отв. ред. акад. А. А. Григорьев; Картограф А. А. Потулов;  АН СССР, Ин-т географии. — М.: Изд-во Академии наук СССР, 1956. — 240 с. — 3500 экз. (в пер.)
- Лебедев Д. М. Очерки по истории географии в России XVIII в. (1725—1800 гг.) / Д. М. Лебедев; АН СССР, Ин-т географии. — М.; Л.: Изд-во Академии наук СССР, 1957. — 272 с. (в пер.)
- Лебедев Д. М., Есаков В. А. Русские географические открытия и исследования с древних времён до 1917 года / Д. М. Лебедев, В. А. Есаков. — М.: Мысль, 1971. — 520 с. — 15 000 экз. (в пер.)